# Beatragus antiquus
Beatragus antiquus є вимерлим видом антилоп, що жив у Африці в пліо-плейстоцені.

## Відкриття
Beatragus antiquus вперше був описаний Луїсом Лікі в 1965 році на основі матеріалів, виявлених в ущелині Олдувай (шари I і II) в Танзанії. Інші останки, датовані трохи раніше, також були знайдені в долині Омо і, можливо, в Еландсфонтейні в Південній Африці.

## Опис
Стародавня хірола була більшою за сучасну хіролу, і обидва разом можуть представляти хроновид. Інші відмінності від хірол включають серцевини рогів, які відразу відходять від їх основ, зменшення дистальної розбіжності, більш вертикальні вставлення збоку та ширші та опукліші фронтальні сторони серцевин рогів.

## Палеоекологія
Він жив у величезних саванах поряд з іншими алцелафіновими антилопами, такими як невеликий вид Damaliscus і Parmularius. Стародавня хірола, ймовірно, скоротилася внаслідок зменшення переваг у середовищі існування, а сучасний вид із меншими розмірами та меншими потребами в енергії зрештою еволюціонував, щоб впоратися з новим екологічно бідним ландшафтом.